# Alfonsa Muttathupadathu
Alfonsa Muttathupadam od Niepokalanego Poczęcia, mal.: അല്‍ഫോണ്‍സാ മുട്ടത്തുപാടം, Alphonsa dell’Immacolata Concezione (ur. 19 sierpnia 1910 w Kudamaloor w Kerali, zm. 28 lipca 1946 w Bharananganam w Kerali) – klaryska (OCPA), święta, pierwsza Hinduska kanonizowana przez Kościół katolicki.
Była członkinią Syromalabarskiego Kościoła katolickiego, który uznaje papieża i pozostaje w unii z Watykanem.
Alphonsamma, jak nazywano ją w Indiach, pochodziła z biednej rodziny i od dzieciństwa doświadczała cierpienia. Jej matka zmarła, gdy Alfonsa miała 3 miesiące, a jej wychowaniem zajmowała się ciocia, członkini Syromalabarskiego Kościoła katolickiego. W wieku 17 lat Alfonsa wstąpiła do zakonu klarysek od wieczystej Adoracji. Przez krótki okres pracowała jako nauczycielka w szkole podstawowej, jednakże musiała porzucić tę pracę z powodu choroby. Pierwsze śluby złożyła w 1931, a śluby zakonne w 1936 roku. Od 1936 na trzy lata jej dolegliwości ustąpiły, co Kościół przypisuje wstawiennictwu św. Teresy z Lisieux. Następnie jej dolegliwości powróciły i jeszcze się wzmogły. Swoje cierpienia Alfonsa ofiarowała Bogu w intencji nawrócenia grzeszników, stosując motto "płonąć jak ogień, aby oświecić innych".
Wstawiennictwu Afonsy przypisywana jest seria cudownych uzdrowień, do których dochodziło wśród modlących się u jej grobu. W corocznych pielgrzymkach na grób św. Alfonsy biorą udział katolicy, muzułmanie, a także Hindusi.
Diecezjalny proces beatyfikacji rozpoczął biskup Palai w 1955 roku. Aktu ogłoszenia Alfonsy błogosławioną dokonał św. Jan Paweł II 8 lutego 1986, a kanonizacji Benedykt XVI 12 października 2008.
Jej wspomnienie liturgiczne w Kościele katolickim obchodzone jest w dzienną pamiątkę śmierci.